# NK Croatia Branjin Vrh
NK Croatia je nogometni klub iz Branjin Vrha.

## Povijest
Prvi nogometni klub u Branjinom Vrhu osnovan je 1924. godine pod imenom ŠK Jadran i on se do početka Drugoga svjetskog rata natjecao u Osječkom nogometnom podsavezu, nakon čega se klub gasi. 
Klupske boje 1932. bile su crvena i plava, klupska adresa Tvornica šećera drž. dobro Belje, a za godinu osnutka navedena je 1932.
Novi klub u selu osnovan je 1967. godine pod imenom NK Jedinstvo i to ime nosio je sve do 1998. godine kada mu nakon Mirne reintegracije nova uprava mijenja ime u NK Croatia.
Trenutačno se natječe u 3. ŽNL Osječko-baranjskoj, NS Beli Manastir.